# (9260) Edwardolson
Edwardolson, también conocido como (9260) Edwardolson es un asteroide binario de unos 4,1 km de diámetro situado en las regiones interiores del Cinturón de asteroides y perteneciente a la familia Flora. Fue descubierto el 8 de octubre de 1953 por el programa de detección de asteroides de la Universidad de Indiana desde el Observatorio Goethe Link. Fue nombrado por el astrónomo americano Edward C. Olson.

## Características físicas
El asteroide rocoso de tipo S pertenece a la familia Flora, un grupo de colisión que consiste en unos pocos cientos de cuerpos conocidos con órbitas cercanal al borde interior del Cinturón de asteroides. Orbita el Sol a una distancia entre 1,8 y 2,8 UA una vez cada 3 años y 6 meses (1 265 días). Su órbita tiene una excentricidad de 0,23 y una inclinación de 5° con respecto a la eclíptica. Como no existen precoverys previos a su descubrimiento, el arco de la observación de Edwardolson comienza con su descubrimiento en 1953.
Se obtuvo una curva de luz rotacional a partir de observaciones fotométricas en varios lugares incluyendo el observatorio eslovaco de Skalnate Pleso. La curva de luz le dio un período de rotación de 3,0852 ± 0,0001 horas con una variación de brillo de 0,113 en magnitud, lo que sugiere que este cuerpo tiene una forma casi esferoidal. De acuerdo a las observaciones aportadas por la misión NEOWISE de la NASA  del telescopio espacial WISE, Edwardolson tiene un albedo de 0,26 y 0,16 y sus respectivas magnitudes absolutas son 14.0 y 14,54. Los valores calculados para el diámetro con ambos conjuntos de valores convergen a un diámetro de 4,1 kilómetros.
En 2005 se descubrió un satélite alrededor del asteroide, haciendo ambos un sistema binario. El satélite tiene un periodo orbital bastante corto de 17 horas, 47 minutos y 2 segundos (17,785 ± 0,003 horas), lo que da al satélite un diámetro aproximado entre 1,0 y 1,3 kilómetros.

## Origen del nombre
El asteroide fue nombrado en honor del astrónomo americano Edward C. Olson (n. 1930) de la Universidad de Illinois cuyas observaciones explicaron la distorsión de las capas exteriores en las estrellas de ganancia masiva y como su rotación puede acercarse al límite de estabilidad durante el correspondiente proceso de transferencia de masa y de conservación del momento angular.  Olson fue también un activo miembro de la UIA. afiliado a su división de "Estrellas G y Física estelar". La cita de denominación se publicó el 13 de julio de 2004 (M.P.C. 52322).